# Four Tet
Kieran Hebden (nacido el 2 de septiembre de 1977 (47 años)), más conocido por el nombre artístico Four Tet, es un músico, productor y DJ inglés. Hebden saltó a la fama por primera vez como miembro de la banda Fridge antes de establecerse como solista.
Como Four Tet, Hebden ha producido diez álbumes de estudio. Ha remezclado temas de artistas como Aphex Twin, Bicep, Explosions in the Sky, Super Furry Animals, Radiohead, Ellie Goulding, J Dilla, Lana Del Rey, Manic Street Preachers, Sia, Black Sabbath y Madvillain. Como productor, ha producido dos álbumes del grupo de improvisación psicodélica Sunburned Hand of the Man, y dos álbumes del cantante sirio Omar Souleyman. La producción reciente de Hebden incluye una serie de trabajos de improvisación con el baterista de jazz Steve Reid y colaboraciones bajo el nombre 00110100 01010100 (binario para 4T) con Burial y Thom Yorke.

## Primeros años
Kieran Hebden nació en Putney, Londres, Inglaterra, de madre india de origen sudafricano y padre británico profesor de sociología. Asistió a la Elliott School en Putney, donde formó la banda Fridge con sus compañeros de clase Adem Ilhan y Sam Jeffers. La banda firmó un contrato de grabación cuando Hebden tenía 15 años y lanzó su primer álbum, Ceefax, en el sello Output Recordings de Trevor Jackson en marzo de 1997. Mientras trabajaba con Fridge, Hebden obtuvo un título en matemáticas y estudios de computación de la Universidad de Mánchester.

## Trayectoria
El primer lanzamiento en solitario de Hebden fue el sencillo de 1997 "Double Density", lanzado en el sello Output bajo el nombre de artista 4T Recordings. Comenzó a lanzar material como Four Tet en 1998 con el sencillo de 36 minutos y 25 segundos "Thirtysixtwentyfive". Más tarde ese año, lanzó otro sencillo, "Misnomer", muy influido por el jazz. Dialogue, de 1999, de nuevo en Output, fue el primero de cuatro álbumes de larga duración y en él fusionó líneas de batería de hip hop con samples de jazz disonante. Esto fue seguido por el sencillo de doble cara-A "Glasshead"/"Calamine", el cual sería el último lanzamiento de Four Tet en Output.
A finales de 1999 Warp Records lanzó Warp 10 + 3: Remixes, un recopilatorio con motivo de su décimo aniversario a base de remixes de temas Warp. Hebden contribuyó con un remix de la pista de apertura de Selected Ambient Works Volume II de Aphex Twin, que fue considerado como su lanzamiento.
En 2001, el segundo álbum de Four Tet, Pause, fue lanzado en Domino Recording Company y encontró a Hebden usando más folk y samples electrónicos, por lo que rápidamente fue apodado "folktronica" por los medios de comunicación y la prensa en un intento de etiquetar el estilo (a menudo también aplicado a artistas como Isan y Gravenhurst). Rounds fue lanzado en mayo de 2003. Tres sencillos fueron extraídos del álbum: "She Moves She", "As Serious as Your Life" y "My Angel Rocks Back and Forth". Este último fue lanzado como un EP con remixes del dúo electrónico Icarus e Isambard Khroustaliov junto con los temas adicionales "I've Got Viking in Me" y "All the Chimers". Un DVD adjunto presentaba todos los videos de Four Tet hasta la fecha. Además, la canción de cierre "Everything is Alright" apareció en un anuncio de Nike en 2001 y 2002.
A principios de 2003 Four Tet teloneó a Radiohead en su gira europea. Un remix de la canción "Scatterbrain" del sexto álbum de estudio de Radiohead Hail to the Thief fue lanzado en noviembre de 2003 como cara B del sencillo "2 + 2 x 5" y más tarde incluido en su EP de 2004 COM LAG (2plus2isfive). Además, Hebden fue una de las personas que figuraban en los agradecimientos de Radiohead en el folleto que acompañaba su lanzamiento de 2007 In Rainbows.

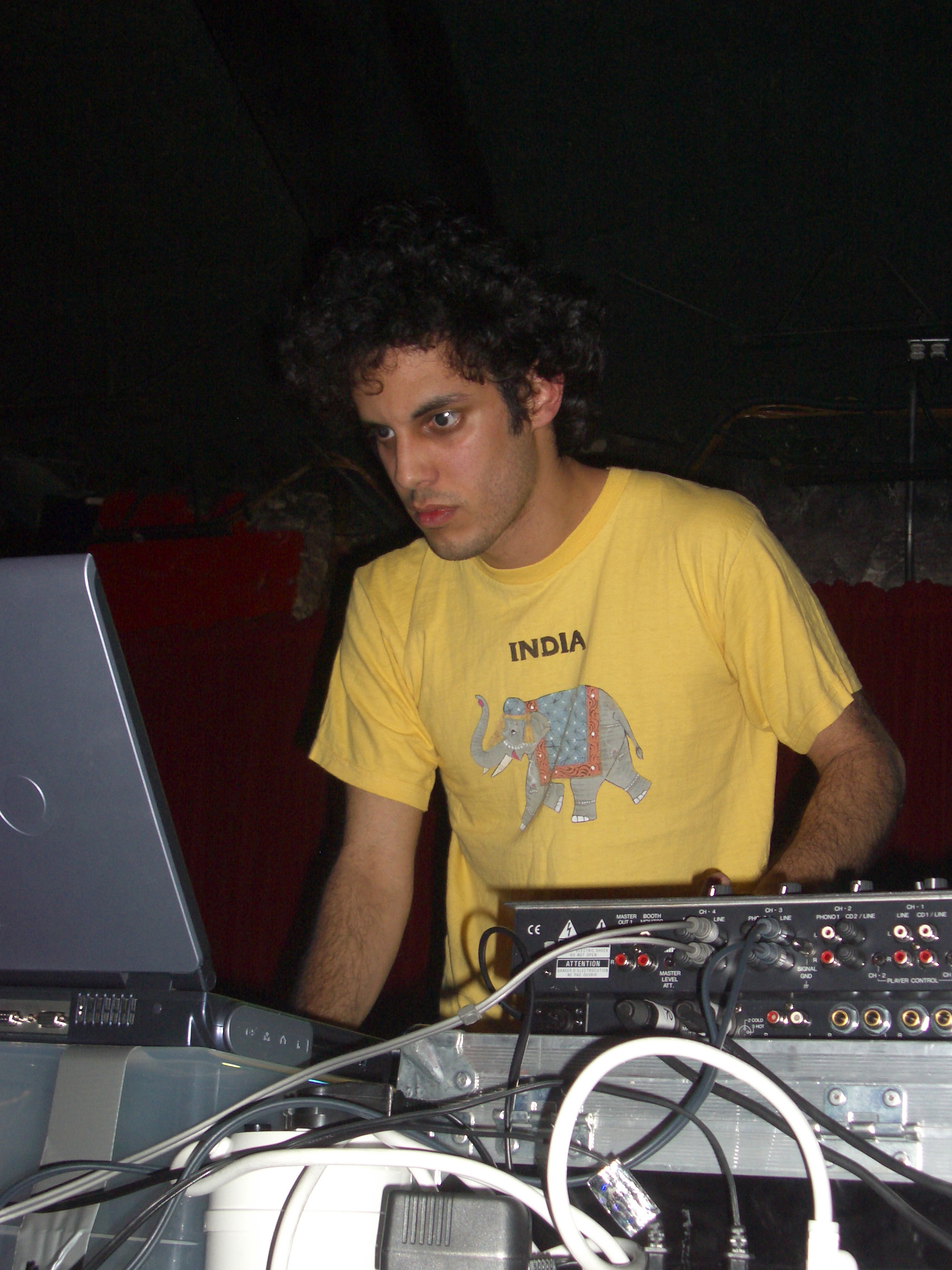
Hebden actuando en the Grog Shop en Cleveland, Ohio, en 2004

El disco en directo Live in Copenhagen 30th March 2004 fue lanzado en abril de 2004 como una edición limitada disponible exclusivamente en el sitio web de Domino Records.
En marzo y abril de 2005 Four Tet realizó dos espectáculos de música improvisada en colaboración con elbaterista de jazz Steve Reid en París y Londres. También aparece en el álbum de Steve Reid Ensemble de 2005 Spirit Walk. Esta colaboración se amplió a una serie de giras internacionales, y el lanzamiento de dos álbumes, The Exchange Session Vol. 1 y The Exchange Session Vol. 2 a lo largo de 2005 y 2006.
Su cuarto álbum de estudio Everything Ecstatic fue lanzado en Domino el 23 de mayo de 2005. El vídeo del sencillo principal, "Smile Around the Face", cuenta con el actor Mark Heap. El 7 de noviembre de 2005, Domino lanzó una versión en DVD de Everything Ecstatic con clips de vídeo para cada pista del álbum más un CD con nuevo material, titulado Everything Ecstatic Part 2, que más tarde estauvo disponible como un EP individual.
Hebden también ha remezclado, bajo el nombre de Four Tet, temas de una amplia gama de artistas incluyendo Tegan And Sara, Madvillain, Andrew Bird, Bloc Party, Super Furry Animals, Beth Orton, Badly Drawn Boy, CYNE, The Notwist, Boom Bip, Battles, Kings of Convenience, Lars Horntveth, Bonobo, Rothko, The xx, Thom Yorke y Radiohead. El 25 de septiembre de 2006 Domino Records lanzó Remixes, un doble álbum recopilatorio de remixes de Four Tet. El primer disco contiene doce remixes seleccionados por Hebden, con el segundo disco recogiendo cada remix oficial hasta la fecha (tanto por el propio Hebden como por otros artistas) de Four Tet, muchos de los cuales habían estado disponibles anteriormente solo en vinilo. Un nuevo EP, Ringer, fue lanzado el 21 de abril de 2008.

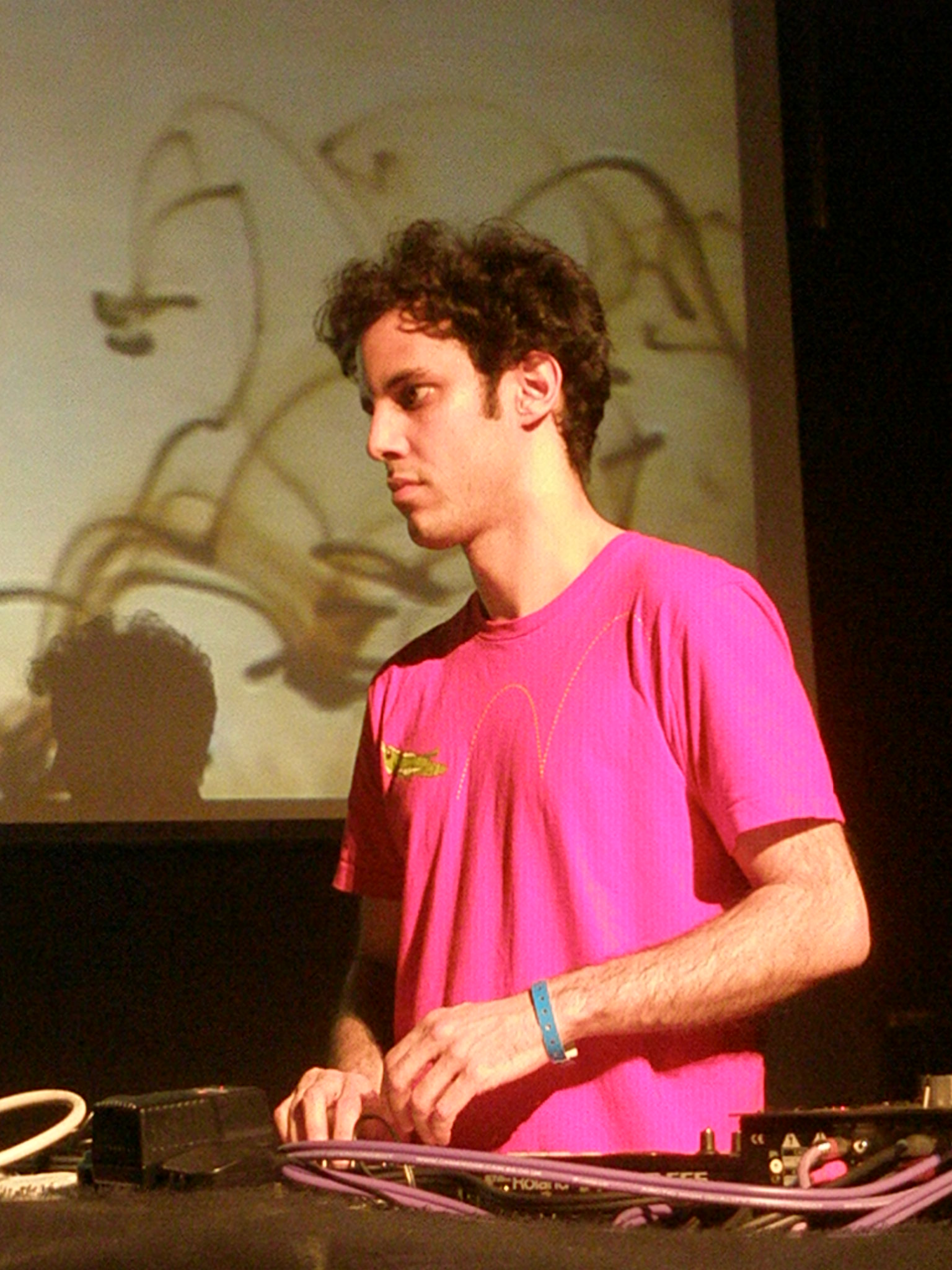
Hebden actuando en el Círculo de Bellas Artes en Madrid, España, en 2008

En 2008 Hebden colaboró con el compositor David Arnold para escribir "Crawl, End Crawl", la canción utilizada para los créditos finales de la película Quantum of Solace.
En 2009 Hebden trabajó en una colaboración secreta con su excompañero de colegio Burial. El sencillo en formato vinilo de 12" fue lanzado con una cubierta negra sin créditos ni detalles contenidos en el vinilo, exceptuando los nombres de los artistas y los títulos de las dos canciones: "Moth" y "Wolf Cub". El lanzamiento fue universalmente aclamado por la crítica.
A partir noviembre de 2009 fueron apareciendo pistas sobre el quinto álbum de larga duración de Four Tet. Fuertemente influenciado por su etapa de DJ en el club Plastic People en Shoreditch y titulado There Is Love in You, fue lanzado el 25 de enero de 2010. El álbum fue precedido por una edición limitada del sencillo de 12" "Love Cry".
En 2010 Hebden colaboró con Laurie Anderson tocando los teclados en la canción Only an Expert de su álbum Homeland.
En 2011 Hebden lanzó un split de 12" con Burial y Thom Yorke, titulada "Ego"/"Mirror". Comenzó a lanzar música bajo el alias Percussions, siguiendo un tema que produjo en su Fabriclive mix CD. Fue elegido por Caribou para actuar en el festival ATP Nightmare Before Christmas, de cuya dirección artística formaban parte, en diciembre de 2011 en Minehead, Inglaterra.
En 2012 Hebden colaboró de nuevo con Burial en el tema "Nova".
El sexto álbum de larga duración de Four Tet, Pink, constaba de ocho canciones -seis de ellas ya previamente publicadas como sencillos-, y fue lanzado el 20 de agosto de 2012 a través del sello discográfico de Hebden, Text Records. Tras Pink lanzó 0181 el 15 de enero de 2013, una colección de material inédito correspondiente al período 1997-2001, recopilado como un solo tema y lanzado en línea. Su versión en vinilo también vio la luz en el sello Text Records.
Hebden lanzó el séptimo álbum de Four Tet, Beautiful Rewind, en octubre de 2013, y su octavo álbum, Morning/Evening en julio de 2015. En octubre de 2015 Hebden lanzó un remix de "Opus" de Eric Prydz bajo su seudónimo de Four Tet.
Hebden emprendió una residencia de un mes como Four Tet para la estación de radio en línea NTS Radio en mayo de 2014. Posteriormente ha sido DJ ocasional para NTS, actuando en febrero, junio y noviembre de 2015, y de nuevo junto a su compañero DJ y productor Floating Points en junio y octubre de 2016, y marzo de 2017.
El 29 de septiembre de 2017 Hebden lanzó su noveno álbum de larga duración como Four Tet, New Energy.
El 28 de noviembre de 2017 Hebden fue nominado para un premio Grammy a la mejor grabación remezclada, producción, no clásica, por su remix de "Violent Noise" de The XX.
El 1 de marzo de 2019 Hebden lanzó Only Human, su primera canción nueva desde su último álbum, New Energy. La canción fue nombrada 'Mejor Música Nueva' por Pitchfork, poco después de su lanzamiento. Un mes después, el 17 de abril de 2019, Hebden lanzó otro nuevo sencillo, "Teenage Birdsong".
El 29 de agosto de 2019 Hebden había lanzado una colección de tres nuevas canciones como parte de un EP llamado Anna Painting. El proyecto fue realizado en colaboración con la pintora Anna Liber Lewis, y cuenta con obras de arte de Liber Lewis en el lanzamiento.
El 21 de enero de 2020 Hebden anunció su décimo álbum Sixteen Oceans que sería lanzado en marzo.

## Discografía

### Álbumes (como Four Tet)
- Dialogue (Output Recordings, mayo de 1999)
- Pause (Domino Records, 28 de mayo de 2001)
- Rounds (Domino Records, 5 de mayo de 2003) – UK #60[20]
- Everything Ecstatic (Domino Records, 23 de mayo de 2005) – UK #59
- There Is Love in You (Domino Records, 25 de enero de 2010) – UK #35,[21] US #157
- Pink (Text Records, 20 de agosto de 2012) – UK #74
- Beautiful Rewind (Text Records, octubre de 2013)
- Morning/Evening (Text Records, junio de 2015) – UK #48
- New Energy (Text Records, septiembre de 2017) – UK #48
- Sixteen Oceans (Text Records, marzo de 2020) – UK #34
- Parallel (Text Records, diciembre de 2020)

### Mixes
- Late Night Tales: Four Tet (Azuli Records, 4 de octubre de 2004) (DJ mix álbum recopilado por Hebden)
- DJ-Kicks: Four Tet (Studio !K7, 26 de junio de 2006) (mix álbum perteneciente a la serie DJ-Kicks)
- FabricLive.59 (Fabric Records, septiembre de 2011) (mix álbum perteneciente a la serie "Fabric discography")

### Álbumes (como Kieran Hebden)
- The Exchange Session Vol. 1 (con Steve Reid; Domino Records, 27 de febrero de 2006)
- The Exchange Session Vol. 2 (con Steve Reid; Domino Records, 22 de mayo de 2006)
- Tongues (con Steve Reid; Domino Records, 19 de marzo de 2007)
- NYC (con Steve Reid; Domino Records, 4 de noviembre de 2008)